# 天主教科萊教區
天主教科萊教區（拉丁語：Dioecesis Kolensis）是剛果民主共和國一個羅馬天主教教區，屬卡南加總教區。
教區的前身是一個宗座監牧區，成立於1951年6月14日，1967年9月14日升為教區。
教區位於該國中南部東開賽省和西開賽省北部。2006年有教友59,000人（佔轄區總人口21.1%）、十一個堂區、三十三名司鐸。目前教區主教席位處於出缺狀態。